# Унітарна група
Унітарна група — група унітарних матриць з рангом n, групова операція якої — множення матриць. Позначається U(n).
Модуль визначника унітарної матриці дорівнює 1. Важливим частковим випадком унітарної групи є спеціальна унітарна група — група унітарних матриць з визначником 1. Позначається SU(n).
Група U(n) та її підгрупа SU(n) використовуються в квантовій теорії поля.
Група U(1) є групою комплексних чисел із модулем одиниця, тобто чисел, які можна подати у вигляді: 
{\displaystyle z=e^{i\varphi }},
де {\displaystyle \varphi } - дійсне число.

## Тензорний простір унітарних груп
Нехай простір тензорів {\displaystyle n}-рангу {\displaystyle T^{i_{1}i_{2}...i_{n}}\,\,(i_{1},i_{2},...,i_{n}=0,1,...,r)} перетворюється по {\displaystyle n}-кратному прямому добутку представлень унітарної групи {\displaystyle U_{r}.} Приведемо цей простір на симетричній групі {\displaystyle S_{n},} яка представляє індекси {\displaystyle i_{1},i_{2},...,i_{n},} і отримані таким чином {\displaystyle S_{n}}-незвідні тензори позначмо через
{\displaystyle T{\begin{pmatrix}\lambda \mu \\\gamma \end{pmatrix}},}
де {\displaystyle \lambda } - {\displaystyle S_{n}}-незвідне представлення (Схема Юнга), {\displaystyle \mu } - його базис, а {\displaystyle \gamma } - індекс кратності {\displaystyle S_{n}}-представлення {\displaystyle \lambda .}
Базис
{\displaystyle T{\begin{pmatrix}\lambda \mu \\\gamma \end{pmatrix}}}
є незвідним і по відношенню до перетворень групи {\displaystyle U_{r},} причому {\displaystyle U_{r}} - незвідне представлення позначається тією ж самою схемою Юнга {\displaystyle \lambda }, а {\displaystyle \mu } має сенс індексу кратності {\displaystyle U_{r}}-незвідного представлення {\displaystyle \lambda }.